# Vitkindad kotinga
Vitkindad kotinga (Zaratornis stresemanni) är en fågel i familjen kotingor inom ordningen tättingar.

## Utseende och läte
Vitkindad kotinga är en 18 cm lång tydligt tecknad kotinga. Den svart på hjässan, silvervitt på ansikte och kinder och gråbrunt på strupen och övre delen av bröstet. Resten av undersidan är gulaktig eller beigefärgad med grova svarta streck utom mitt på buken. Undergumpen är mer bjärt i färgerna. Ovansidan är beige- och sotstrimmad, med gulkantade sotfärgade ving- och stjärtpennor. Ögat är rött. Sången är ett fyra sekunder långt, nasalt och grodliknande ljud: "reh-reh-reh-rrrrr-rE-rE".

## Utbredning och systematik
Fågeln förekommer i Anderna i västra Peru (La Libertad till Ayacucho). Den placeras som enda art i släktet Zaratornis och behandlas som monotypisk, det vill säga att den inte delas in i några underarter.

## Status och hot
Vitkindad kotinga har en liten världspopulation bestående av uppskattningsvis endast 2 500–10 000 vuxna individer. Den tros också minska i antal till följd av habitatförlust. IUCN kategoriserar den som nära hotad (NT).

## Taxonomi och namn
Vitkindad kotinga beskrevs taxonomiskt som art av Maria Koepcke så sent som 1964. Släktesnamnet Zaratornis är en kombination av Zárate, en ort nära San Bartolomé vid floden Rímac i Peru, och grekiska ornis, "fågel". Det vetenskapliga artnamnet stresemanni hedrar Erwin Stresemann (1889–1972), tysk ornitolog och upptäcktsresande.